# Снежноцвет
Снежноцвет (лат. Chionanthus) — род семейства Маслиновые (лат. Oleaceae), содержащий около 147 видов цветковых растений.

## Ареал
Род имеет широкое распространение в основном в тропиках и субтропиках, однако два вида обнаружены в умеренных широтах: Chionanthus retusus — в восточной Азии и Chionanthus virginicus — на востоке Северной Америки. Большая часть тропических видов — вечнозелёные, а два вида из умеренного пояса — листопадные. Некоторые ботаники включают в род Chionanthus лишь два листопадных вида, а вечнозелёных выделяют в самостоятельный род Linociera, однако между ними нет никакой существенной разницы, кроме срока жизни листьев.

## Ботаническое описание

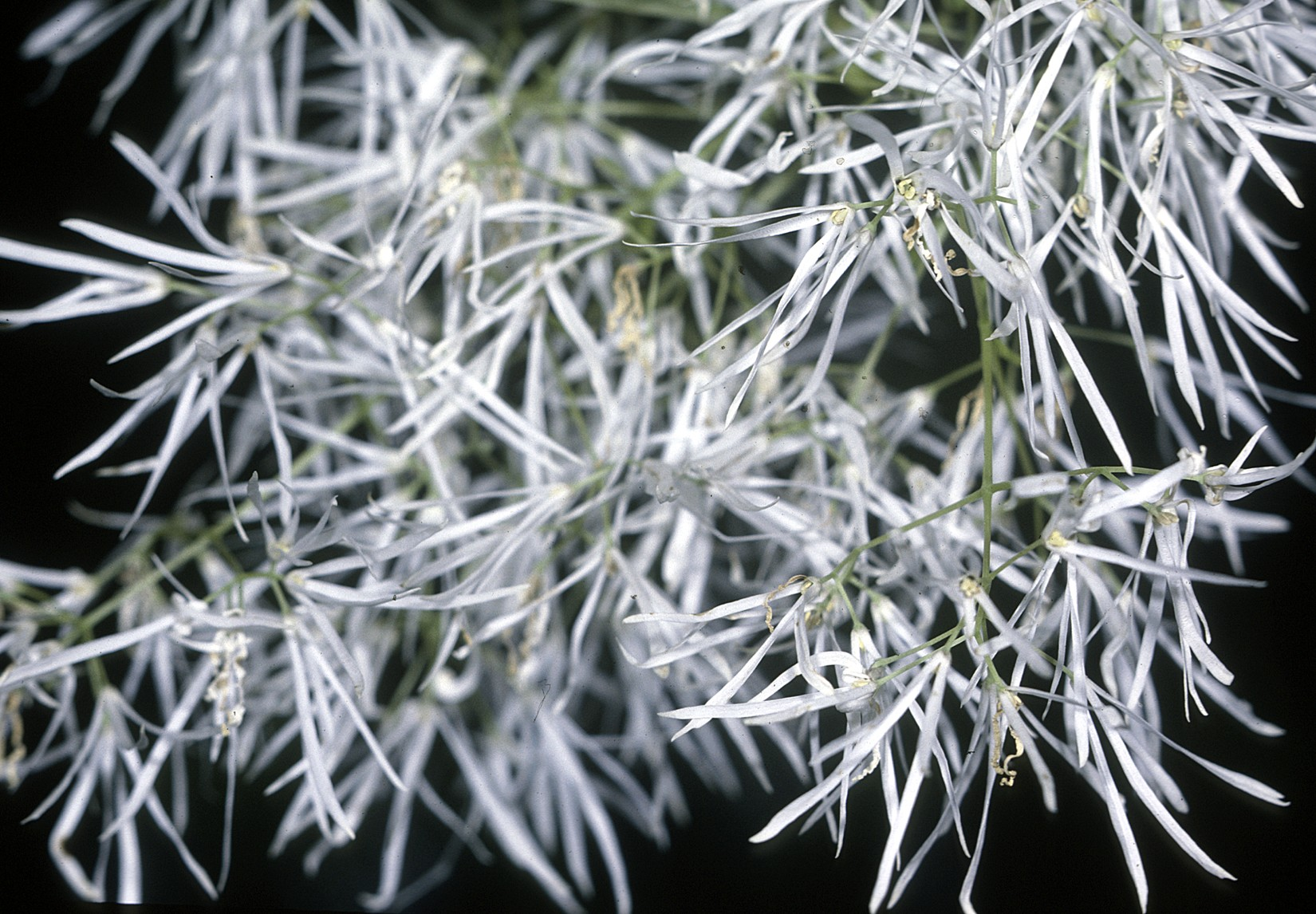
Цветки Chionanthus virginicus

Это кустарники или деревья небольшого и среднего размера, достигающие 3—25 м в высоту. Листья супротивные, простые. Цветки собраны в перистые метёлки. Венчик подразделяется на 4 тонкие доли, они белого, бледно-жёлтого или розоватого цвета. Плоды — односемянные костянки.

## Виды
По информации базы данных The Plant List, род включает 147 видов. Некоторые из них:
- Chionanthus albidiflorus — Шри-Ланка.
- Chionanthus axillaris — Австралия (Квинсленд)
- Chionanthus axilliflorus — Карибская область
- Chionanthus brachythyrsus — Южный Китай (Хайнань), Вьетнам
- Chionanhus broomeana — Реюньон
- Chionanthus caudatus — Мьянма
- Chionanthus compactus — Карибская область
- Chionanthus domingensis — Карибская область
- Chionanthus foveolatus — Южная Африка
- Chionanthus guangxiensis — юго-восток Китая (Гуанси)
- Chionanthus hainanensis — юг Китая (Хайнань)
- Chionanthus henryanus — юго-запад Китая, Мьянма
- Chionanthus holdridgei — Карибская область
- Chionanthus intermedius — Индия
- Chionanthus ligustrinus — Карибская область
- Chionanthus longiflorus — юго-запад Китая (Юньнань)
- Chionanthus picrophloia — Австралия (Квинсленд)
- Chionanthus pubescens — Эквадор, Перу
- Chionanthus pygmaeus — юго-восток США (Флорида)
- Chionanthus quadristamineus — Австралия (остров Норфолк)
- Chionanthus ramiflorus — Австралия (Квинсленд), юг Китая, Индия, Непал, Вьетнам
- Chionanthus retusus — Китай, Япония, Корея
- Chionanthus sleumeri — Австралия (Квинсленд)
- Chionanthus virginicus — восток США